# Šentjakobski most
Šentjakobski most je eden izmed mostov v Ljubljani, ki prečka Ljubljanico.
Most povezuje Zoisovo cesto in Breg na zahodnem bregu ter Karlovško cesto in Grudnovo nabrežje na vzhodnem bregu.

## Zgodovina
Prvotni most na tem mestu je bil postavljen leta 1824. Leseni most je nastal zato, da bi razbremenil prometa Stari trg in olajšal prehod preko Ljubljanice, ki so mu za potrebe pristana na Bregu pomagali tudi z brodom. Lesena konstrukcija, kot tudi plohi po katerih se je vozilo, so bili bolj provizorični.
Šele v vojnem letu 1915 so most, potreben tudi za vojaške namene, dogradili kot prvi armirano-betonski most v obdonavski monarhiji.

## Sedanji most
Zaradi vse večje obremenitve s tovornim prometom so se v prvem desetletju 20. stoletja odločili zamenjati ga z železobetonskim. Precejšnjo oviro novemu betonskemu mostu so predstavljala zelo slabo nosilna tla, zahteve v stroki po potresu leta 1895, po povečani potresni varnosti in pogoj plovnost na Ljubljanici. Tehnično inovativno rešitev za most je izdelal Alojz Král (adjunkt gradbenega oddelka deželne vlade), ki je prvič na Slovenskem uporabil konzolni način gradnje, med obrežni konzoli pa postavil 12 m dolg gredni nosilec in ga členkasto vpel v konzoli - tako imenovana okvirna gerberjeva konstrukcija. Svetla odprtina objekta znaša 25,50 m, širina vozišča je 9,55 m in obojestranska pločnika po 2,25 m. Oblikovno zasnovo je pripravil arhitekt Alfred Keller. Arhitekt Alfred Keller je oblikoval tudi betonsko korito s stopnišči, zamiki in koriti za zelenje ter hodniki v nivoju med ulico in reko.
Novi most je bil odprt leta 1915. Most je zgradila firma Pittel
& Brausewetter, 1994. leta pa obnovilo gradbeno podjetje Gradis.
Dr. Damjan Prelovšek, umetnostni zgodovinar, je most označil kot "masivno neobidermajersko arhitektonsko govorico Dunaja ob koncu secesijskega obdobja."
Šentjakobski most ima obojestranske pločnike, tri avtomobilske pasove, nima pa kolesarskih stez.

## Javni potniški promet
Preko mostu potekajo trase mestnih avtobusnih linij št. 2, 3, N3, 3B, N3B, 11, 11B, N11, 27 in integrirana linija 3G.